# Ronde van Lombardije 2019
De 113e editie van de wielerwedstrijd Ronde van Lombardije werd verreden op 12 oktober 2019. Het parcours telde 243 kilometers. De ronde maakte onderdeel uit van de UCI World Tour. Titelverdediger was Thibaut Pinot. Deze editie werd gewonnen door Bauke Mollema.

## Deelnemende ploegen
Deze wedstrijd was onderdeel van de UCI World Tour. Naast de World Tour ploegen deden er nog zeven Pro-Continentale ploegen mee.
| 18 UCI World Tour-ploegen | 18 UCI World Tour-ploegen | 18 UCI World Tour-ploegen | 7 wildcards                   |
| ------------------------- | ------------------------- | ------------------------- | ----------------------------- |
| AG2R La Mondiale          | EF Education First        | Team INEOS                | Androni Giocattoli-Sidermec   |
| Astana Pro Team           | Groupama-FDJ              | Team Jumbo-Visma          | Bardiani-CSF                  |
| Bahrain-Merida            | Lotto Soudal              | Team Katjoesja Alpecin    | Cofidis                       |
| BORA-hansgrohe            | Movistar Team             | Team Sunweb               | Gazprom-RusVelo               |
| CCC Team                  | Mitchelton-Scott          | Trek-Segafredo            | Israel Cycling Academy        |
| Deceuninck–Quick-Step     | Team Dimension Data       | UAE Team Emirates         | Neri Sottoli-Selle Italia-KTM |
|                           |                           |                           | Vital Concept-B&B Hotels      |
|                           |                           |                           |                               |

## Uitslag
| Ronde van Lombardije 2019 |                    |                               |          |
| Plaats                    | Naam               | Ploeg                         | tijd     |
| Winnaar                   | Bauke Mollema      | Trek-Segafredo                | 5u52'59" |
| 2                         | Alejandro Valverde | Movistar Team                 | + 16"    |
| 3                         | Egan Bernal        | Team INEOS                    | z.t.     |
| 4                         | Jakob Fuglsang     | Astana Pro Team               | z.t.     |
| 5                         | Michael Woods      | EF Education First            | + 34"    |
| 6                         | Jack Haig          | Mitchelton-Scott              | z.t.     |
| 7                         | Primož Roglič      | Team Jumbo-Visma              | z.t.     |
| 8                         | Emanuel Buchmann   | BORA-hansgrohe                | + 52"    |
| 9                         | Pierre Latour      | AG2R La Mondiale              | z.t.     |
| 10                        | Rudy Molard        | Groupama-FDJ                  | z.t.     |
| 11                        | David Gaudu        | Groupama-FDJ                  | z.t.     |
| 12                        | Rafał Majka        | BORA-hansgrohe                | z.t.     |
| 13                        | Enric Mas          | Deceuninck–Quick-Step         | z.t.     |
| 14                        | Iván Sosa          | Team INEOS                    | z.t.     |
| 15                        | Adam Yates         | Mitchelton-Scott              | + 1'57"  |
| 16                        | Gorka Izagirre     | Astana Pro Team               | + 2'08"  |
| 17                        | Giovanni Visconti  | Neri Sottoli-Selle Italia-KTM | z.t.     |
| 18                        | Daniel Martin      | UAE Team Emirates             | + 2'09"  |
| 19                        | Gianni Moscon      | Team INEOS                    | + 2'12"  |
| 20                        | Pierre Rolland     | Vital Concept-B&B Hotels      | + 2'30"  |
|                           |                    |                               |          |
| 24                        | Tiesj Benoot       | Lotto Soudal                  | + 3'28"  |

1905 · 1906 · 1907 · 1908 · 1909 · 1910 · 1911 · 1912 · 1913 · 1914 · 1915 · 1916 · 1917 · 1918 · 1919 · 1920 · 1921 · 1922 · 1923 · 1924 · 1925 · 1926 · 1927 · 1928 · 1929 · 1930 · 1931 · 1932 · 1933 · 1934 · 1935 · 1936 · 1937 · 1938 · 1939 · 1940 · 1941 · 1942 · 1943 · 1944 · 1945 · 1946 · 1947 · 1948 · 1949 · 1950 · 1951 · 1952 · 1953 · 1954 · 1955 · 1956 · 1957 · 1958 · 1959 · 1960 · 1961 · 1962 · 1963 · 1964 · 1965 · 1966 · 1967 · 1968 · 1969 · 1970 · 1971 · 1972 · 1973 · 1974 · 1975 · 1976 · 1977 · 1978 · 1979 · 1980 · 1981 · 1982 · 1983 · 1984 · 1985 · 1986 · 1987 · 1988 · 1989 · 1990 · 1991 · 1992 · 1993 · 1994 · 1995 · 1996 · 1997 · 1998 · 1999 · 2000 · 2001 · 2002 · 2003 · 2004 · 2005 · 2006 · 2007 · 2008 · 2009 · 2010 · 2011 · 2012 · 2013 · 2014 · 2015 · 2016 · 2017 · 2018 · 2019 · 2020 · 2021 · 2022 · 2023 · 2024 · 2025
Tour Down Under ·
Great Ocean Road Race ·
Ronde van de Verenigde Arabische Emiraten ·
Omloop Het Nieuwsblad ·
Strade Bianche ·
Parijs-Nice · 
Tirreno-Adriatico · 
Milaan-San Remo ·
Ronde van Catalonië ·
Driedaagse Brugge-De Panne ·
E3 BinckBank Classic ·
Gent-Wevelgem ·
Dwars door Vlaanderen ·
Ronde van Vlaanderen ·
Ronde van het Baskenland ·
Parijs-Roubaix ·
Amstel Gold Race ·
Ronde van Turkije ·
Waalse Pijl ·
Luik-Bastenaken-Luik ·
Ronde van Romandië ·
Eschborn-Frankfurt ·
Ronde van Italië ·
Ronde van Californië ·
Critérium du Dauphiné ·
Ronde van Zwitserland ·
Ronde van Frankrijk ·
Clásica San Sebastián ·
Ronde van Polen ·
RideLondon Classic ·
BinckBank Tour ·
Ronde van Spanje ·
EuroEyes Cyclassics ·
Bretagne Classic ·
GP van Quebec ·
GP van Montreal ·
Ronde van Lombardije ·
Ronde van Guangxi